# Dietrich Wabner
Dietrich Wabner (geboren am 30. September 1935; gestorben am 14. Februar 2019) war ein deutscher Chemiker. Er forschte insbesondere zur Aromatherapie.

## Leben
Wabner studierte Chemie, Biologie und Medizin in München und London. Er promovierte und habilitierte in Chemie an der Technischen Universität München und lehrte dort viele Jahre als außerplanmäßiger Professor für Chemie. Mit der von ihm eingerichteten Arbeitsgruppe „Angewandte Elektrochemie und Chemische Umwelttechnik“ entwickelte er Verfahren zur Reinigung und Aufbereitung von Abwässern und Messverfahren zur Qualitätssicherung für das Bierbrauen.
Wabner forschte mehr als 40 Jahre zu den therapeutischen Qualitäten von Düften und pflanzlichen Ölen und widmete sich insbesondere der Rose mit ihren Ölen. Dietrich Wabner gilt international als führender Experte der therapeutischen Anwendung ätherischer Öle. Er ist Gründer des Unternehmens "WADI-Etherische Öle von Prof. Wabner", dessen Ziel die Entwicklung komplementärmedizinischer Produkte und der Vertrieb von ätherischen Ölen ist. Wabner war Präsident der Natural Oils Research Association, N.O.R.A.-International und Ehrenmitglied der International Federation of Aromatherapists.

## Veröffentlichungen (Auswahl)
- Mit Stefan Theierl: Klinikhandbuch Aromatherapie: Pflege – Therapie – Prävention. Verlag Systemische Medizin, Bad Kötzting 2017, ISBN 978-3-86401-039-2
- Taschenlexikon der Aromatherapie: die etherischen Öle, Hydrolate und Trägeröle. Verlag Systemische Medizin, Bad Kötzting, München 2013, ISBN 978-3-86401-010-1
- Mit Christiane Beier (Hrsg.): Aromatherapie: Grundlagen, Wirkprinzipien, Praxis. 2. Aufl., Elsevier, Urban & Fischer, München 2012, ISBN 978-3-437-56991-3
- Die Kunst des Riechens: Einblicke in die Welt der Natur-Parfümerie. Schriftenreihe etherische Öle für Therapie, Kosmetik und Parfümerie 1, Wabner, Garching bei München 2003
- Die Heil-Kunst der Rose. Schriftenreihe etherische Öle für Therapie, Kosmetik und Parfümerie 10, Wabner, Garching bei München 2002
- Der duftende Garten. Rosenmuseum Steinfurth, Bad Nauheim-Steinfurth 1995, ISBN 978-3-929319-10-1
- Duft des Herzens – Rosenöl. Rosenmuseum Steinfurth 1993, ISBN 978-3-929319-02-6